# باستر كيتون

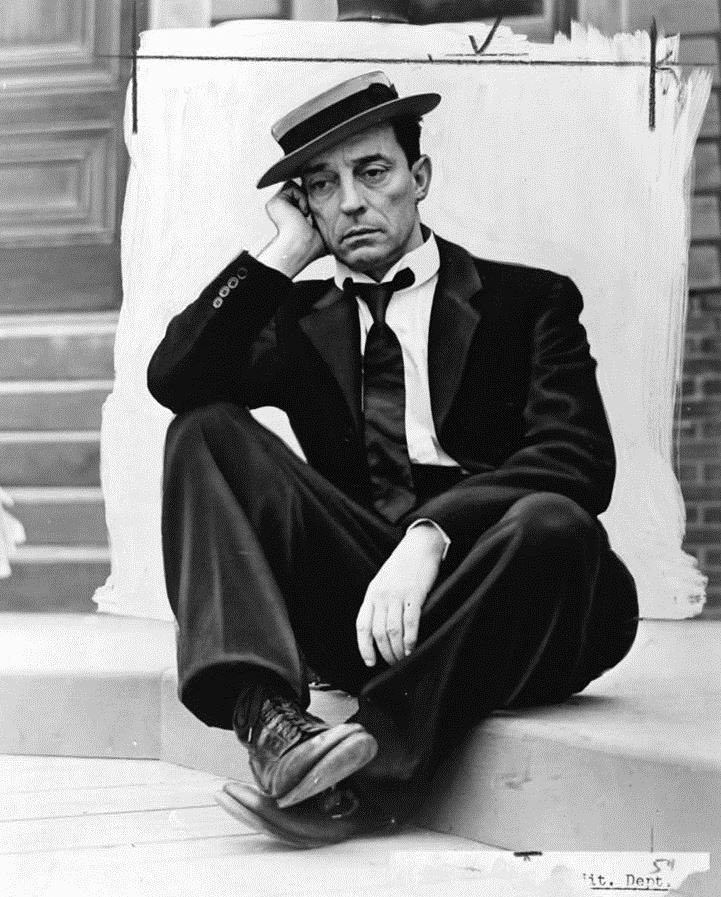
كيتون في قبعة البوركباي حوالي العام 1939

جوزيف فرانك «باستر» كيتون (4 أكتوبر 1895 – 1 فبراير 1966) (بالإنجليزية: Joseph Frank "Buster" Keaton)‏  هو ممثل كوميدي ومخرج سينمائي ومنتج وكاتب سيناريو ومؤدي مجازفات أمريكي راحل. وقد اشتهر بأفلامه الصامتة، وكانت علامته المميزة هي الكوميديا الجسدية وتعابير وجهه الثابتة والجامدة، ما أكسبه لقب «الوجه الحجري». وكتب الناقد روجر إيبرت عن «مسيرة كيتون المميزة من عام 1920 إلى 1929، عندما عمل دون انقطاع على سلسلة من الأفلام التي جعلته من أكبر الممثلين المخرجين في تاريخ الأفلام». تراجعت مسيرته المهنية بعد ذلك عندما فقد استقلاليته الفنية بعد عمله مع مترو غولدوين ماير، وأدمن بعدها الكحول، ما أثر سلبا على حياته الأسرية. تعافى من الإدمان في الأربعينيات وتزوج ثانية، وأحيى مسيرته إلى حد ما كمؤلف كوميدي يحظى بالاحترام لبقية حياته، وحصل على جائزة أكاديمية فخرية في عام 1959.
لا تزال عدة من أفلام كيتون من العشرينات، مثل شيرلوك جونيور (1924)، والجنرال (1926)، والمصور (1928)، تحظى بتقدير كبير،  واعتبر فيلم الجنرال تحفته الفنية من قبل عديد النقاد. من بين أهم معجبيه هو المخرج أورسون ويلز، الذي ذكر أن الجنرال كان أهم إنجاز للسينما في عالم الكوميديا، وربما أعظم فيلم على الإطلاق. وقد وضعته مجلة انترتينمنت ويكلي في المرتبة السابعة بين أعظم مخرجي السينما، وفي عام 1999، كما وضعه معهد الفيلم الأمريكي في المرتبة الحادية والعشرين بين نجوم السينما الهوليوودية الكلاسيكية.

## من أفلامه

### أفلامه مع روسكو آرباكل
- صبي الجزار
- البيت العنيف
- ليلة زفافه
- اوه دكتور!
- كوني آيلاند
- بطل الريف
- في الغرب
- الحمال
- مونشاين
- ليلة سعيدة، يا ممرضة!
- الطباخ
- وراء الكواليس
- ذا هايسيد
- الجراج

### البطولة
- أسبوع واحد
- سجين 13
- جيران
- الفزاعة
- البيت المسكون
- حظ سيئ
- الإشارة السرية
- كبش الفداء
- المسرح
- القارب
- الوجه الشاحب
- كابس
- علاقات زوجتي
- الحداد
- الشمال المتجمد
- البيت الكهربائي
- أحلام اليقظة
- البالوني
- عش الحب

### أفلام طويلة
- الساذج
- ثلاثة عصور
- ضيافتنا
- شيرلوك جونيور
- الملاح
- سبعة فرص
- إذهب غرباً
- باتلينج باتلر
- الجنرال
- كلية
- ستيمبوت بيل جونيور
- المصور

### ظهور خاص
- منوعات هوليوود المسرحية 1929
- سانسيت بوليفارد
- الأضواء
- حول العالم في 80 يوماً
- إنه عالم مجنون مجنون مجنون مجنون
- شيء مضحك حدث في الطريق إلى المحكمة

## وصلات خارجية
- باستر كيتون على موقع IMDb (الإنجليزية)
- باستر كيتون على موقع الموسوعة البريطانية (الإنجليزية)
- باستر كيتون على موقع روتن توميتوز (الإنجليزية)
- باستر كيتون على موقع مونزينجر (الألمانية)
- باستر كيتون على موقع ألو سيني (الفرنسية)
- باستر كيتون على موقع تيرنر كلاسيك موفيز (الإنجليزية)
- باستر كيتون على موقع أول موفي (الإنجليزية)
- باستر كيتون على موقع قاعدة بيانات الأفلام السويدية (السويدية)
- باستر كيتون على موقع إن إن دي بي (الإنجليزية)
- باستر كيتون على موقع قاعدة بيانات الفيلم (الإنجليزية)